# General Salipada K. Pendatun
General Salipada K. Pendatun est une localité de la province de Maguindanao, aux Philippines. En 2015, elle compte 28 103 habitants.